# كاتريونا (رواية)
كاتريونا (تعرف أيضا باسم ديفيد بلفور) عام 1893 رواية كتبها روبرت لويس ستيفنسون كتتمة لروايته السابقة المخطوف (1886). نشرت لأول مرة في مجلة أتلانتا من كانون الأول/ديسمبر عام 1892 إلى أيلول/سبتمبر 1893. الشخصية الرئيسية في رواية المخطوف ديفيد بلفور هو الشخصية الرئيسية في هذه الرواية.

## التعديلات
فيلم المخطوف عام 1971 يستند إلى رواية المخطوف والنصف الأول من رواية  كاتريونا.

## روابط خارجية
- كاتريونا على موقع الموسوعة البريطانية (الإنجليزية)